# Norwegian Native Art
Albums de Einherjer
Odin Owns Ye All Blot
Norwegian Native Art est le troisième album studio du groupe de viking metal norvégien Einherjer. Sorti en 1999, il se montre un peu plus dur que le presque gothique Odin Owns Ye All, mais sans pour autant renouer avec le black metal d'antan. En fait, cet album voit le groupe s'engager dans une voie plutôt brutal thrash. Ils quittent la major Century Media pour le plus petit label Native North Records, mais se payent quand même le luxe d'enregistrer le disque aux célèbres studios Los Angered d'Andy LaRocque (guitariste de King Diamond).

## Composition du groupe
Ragnar Viske - chant
Frode Glesnes - guitare et chœurs
Aksel Herløe - guitare
Gerhard Storesund - batterie

## Guests
Andy LaRocque : solo sur Doomfaring
Stein Sund : basse
Hanne E. Andersen : chœurs valkyriens

## Liste des chansons de l'album
1. Wyrd Of The Dead - 4:51
2. Doomfaring - 4:44
3. Hugin's Eyes - 4:14
4. Burning Yggrasil - 5:23
5. Crimson Rain - 5:16
6. Howl Ravens Come - 5:05
7. Draconian Umpire - 5:30
8. Regicide - 4:24